# Молодь
Издательство «Мо́лодь» (дословно видавництво «Молодь» с укр. — «издательство „Молодёжь“») — советское и украинское издательство, образовано в 1923 году в Харькове (на тот момент — столице Украины). В настоящее время расположено в Киеве по адресу: улица Дегтярёвская, 38-44, к. 505. Специализируется на выпуске литературы для детей и юношества.

## История издательства
Издательство основано в Харькове на базе сектора прессы ЦК ЛКСМ Украины в 1923 году под официальным названием «укр. Молодий робітник».
В 1929 году издательство «Молодий робітник» с укр. — «Молодой рабочий» было реорганизовано в «Молодий більшовик» с укр. — «Молодой большевик».
С 1935 по 1941 годы издательство «Молодий більшовик» работало в Киеве.
В годы Второй Мировой войны (1941—1945) работа издательства была прекращена.
В 1945 году на базе издательств «Дитвидав» и «Молодий більшовик» было организовано государственное издательство детской и юношеской литературы «Молодь», располагавшееся по адресу: Киев, улица Пушкинская, 28.
В 1964 году издательство было переподчинено Государственному комитету Совета министров УССР по вопросам печати.
С 1973 до 1991 года полное название издательства: «Ордена „Знак Почёта“ издательство ЦК ЛКСМУ „Молодь“».
С 1991 года — издательство Союза молодёжных организаций Украины «Молодь». Расположено по новому адресу: Киев, ул. Дегтярёвская, 38-44, к. 505.